# Линда Ле
Линда Ле (на френски: Linda Lê) е виетнамско-френска литературна критичка, текстописец и писателка на произведения в жанра драма.

## Биография и творчество
Линда Ле е родена на 3 юли 1963 г. в Далат, Южен Виетнам. Баща ѝ е инженер от Северен Виетнам, а майка ѝ е от богато натурализирано френско семейство. Линда Ле прекарва първите години от детството си в Далат. През 1969 г. семейството заминава за Сайгон, за да избяга от войната, след като северновиетнамските войски нахлуват през 1968 г. в Южен Виетнам. Линда Ле учи във френската гимназия и е впечатлена от произведенията на Виктор Юго, Жан-Жак Русо и Оноре дьо Балзак. През 1977 г. заедно с майка си и сестрите си напуска Виетнам за Франция и пристига в Хавър. Баща ѝ остава във Виетнам и умира през 1995 г. Учи във лицея в Хавър, където се запознава с творбите на Марсел Пруст.
През 1981 г. Линда Ле се премества в Париж, където взема подготвителни уроци по литература в Лицей Анри-IV, а след това следва в Сорбоната. След дипломирането си работи като редактор на предговори за издателство „Hachette Livre“, а от 1993 г. в редакцията на „Christian Bourgois“.
Първият ѝ роман „Un si tendre vampire“ (Нежен вампир) е издаден през 1986 г.
Постига успех през 1992 г.с романа „Les Évangiles du crime“ (Евангелията на престъплението). Под формата на четири евангелия, книгата представя четири истории, които изследват смъртта и самоубийствата на героите в рамките на по-широки властови отношения.
На български е издаден романът ѝ „Мъртво вълнение“, който третира темата за разделеното семейство и има полуавтобиографични елементи.
Писателката е отличена с наградата Фенеон през 1997 г. за книгата „Les Trois Parques“ (Трите съдби), награда „Веплер“ през 2010 г. за книгата „Cronos“ (Кронос), и наградата „Ренодо“ през 2011 г. за книгата „À l'enfant que je n'aurai pas“ (Детето, което няма да имам). През 2019 г. е удостоена с наградата „Принц Пиер дьо Монако“ за цялостното си творчество. Въпреки многото отличия тя не е достатъчно известна и избягва медийните изяви.
Заедно с писателската си кариера пише литературна критика за „Le Nouveau Magazine littéraire“. Представя почти пълното творчество на румънския писател Панаит Истрати. Изявява се и като текстописец като пише три песни с Жак Дютрон за албума му „Brèves Rencontres 9“. Пише като колумнист за онлайн-списанието „En attendant Nadeau“.
Линда Ле живее със семейството си в Париж.

## Произведения
- Un si tendre vampire (1986)
- Fuir (1987)
- Solo (1988)[fn 1]
- Les Évangiles du crime (1992) – награда „Ренесанс“
- Calomnies (1993)
- Les Dits d'un idiot (1995)
- Les Trois Parques (1997) – награда „Фенеон“
- Voix (1998)
- Lettre morte, 1999|
- Tu écriras sur le bonheur (1999)
- Les Aubes (2000)
- Autres jeux avec le feu (2002)
- Marina Tsvetaieva, ça va la vie? (2002)
- Personne (2003)
- Kriss и L'homme de Porlock, 2004)
- Le Complexe de Caliban и Conte de l'amour Bifrons (2005)
- In Memoriam (2007)
- Cronos (2010) – награда „Веплер“
- À l'enfant que je n'aurai pas (2011) – награда „Ренодо“ за джобен формат
- Lame de fond (2012)
Мъртво вълнение, изд. „Панорама“ (2015), прев. Нина Венова
- Œuvres vives (2014)
- Par ailleurs (exils) (2014)
- Roman (2016)
- Héroïnes (2017)
- Je ne répondrai plus jamais de rien (2020)